# Crateromys
Genre
Crateromys est un genre de rongeurs de la sous-famille des Murinés. Originaire des Philippines, ils font partie des animaux désignés plus globalement sous le nom de rats des nuages.

## Liste d'espèces
Selon Mammal Species of the World (version 3, 2005)  (27 octobre 2020), quatre espèces sont recensées :
- Crateromys australis Musser, Heaney & Rabor, 1985
- Crateromys heaneyi Gonzales & Kennedy, 1996
- Crateromys paulus Musser & Gordon, 1981
- Crateromys schadenbergi (Meyer, 1895)

## Répartition

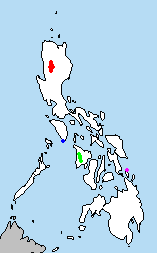
Répartition des espèces de Crateromys
aux Philippines :
C. schadenbergi (Luçon)
C. paulus (Ilin, près de Mindoro)
C. heaneyi (Panay)
C. australis (Dinagat)